# 电子科技大学（深圳）高等研究院
电子科技大学（深圳）高等研究院，由电子科技大学与深圳市人民政府共建，位于龙华区。高等研究院聚焦电子信息领域，搭建一流创新平台，开展前沿科学探索和联合技术攻关，培养和汇聚国际高端人才，为实现我国电子信息产业和相关重大装备发展的“自主可控、安全可信、高效可用”提供有力支撑；推动电子信息技术与其他行业的深度融合，开展科技成果转化，促进深圳市相关产业转型升级。

## 历史
2019年12月，电子科技大学与深圳市人民政府签署合作协议，将高等研究院建设成为电子信息领域集人才培养、科学研究、成果转化为一体的国际一流的电子信息高等研究院。
2020年9月，高等研究院首批240余名研究生报到。
2022年8月，电子科技大学（深圳）高等研究院产业创新园揭牌。
2025年3月，人工智能与机器人创新研究院揭牌成立。

## 专业设置
- 硕士专业：电子信息，新一代电子信息技术（含量子技术等），集成电路工程，计算机技术，软件工程，控制工程，仪器仪表工程，机械
- 博士专业：电子信息

## 院区

### 启动院区
高等研究院选择龙华区银星科技园作为过渡院区，并提出2020年4月至2025年6月为建设过渡期。

### 永久院区
选址位于深圳市龙华区大浪街道茜坑水库旁，总用地面积约9.1万平方米，总建筑面积约28.4万平方米，建设内容主要包括研究生培养用房、科研人员用房、科研机构用房、科研辅助用房、架空层及连廊、设备用房及地下车库等。总办学规模3000人。